# Campionato Panamericano 1995 (hockey su pista)
Il campionato panamericano di hockey su pista 1995 è stata la 6ª edizione dell'omonimo torneo di hockey su pista per squadre nazionali maschili americane. Il torneo si è svolto in Argentina a Mar del Plata dal 22 al 25 marzo 1995.
A vincere il torneo fu l'Argentina per la quinta volta nella sua storia precedendo in classifica il Brasile.

## Formula
Il campionato panamericano 1995 fu disputato da cinque selezioni nazionali tramite la formula del girone all'italiana con gare di sola andata. Vennero attribuiti due punti per l'incontro vinto, uno per l'incontro pareggiato e zero in caso di sconfitta. La prima squadra classificata venne proclamata vincitrice del torneo.

## Squadre partecipanti
| Pr. | Squadra     | Partecipazioni precedenti al torneo |
| --- | ----------- | ----------------------------------- |
| 1   | Argentina   | 1979, 1983, 1987, 1991, 1993        |
| 2   | Brasile     | 1979, 1983, 1987, 1991, 1993        |
| 3   | Canada      | Esordiente                          |
| 4   | Colombia    | 1987, 1991, 1993                    |
| 5   | Stati Uniti | 1979, 1983, 1987, 1991, 1993        |

Nota bene: nella sezione "partecipazioni precedenti al torneo" le date in grassetto indicano la squadra che ha vinto quell'edizione del torneo

## Svolgimento del torneo

### Classifica finale
| Pos. | Squadra     | Pt | G | V | N | P | GF | GS | DR  |
| ---- | ----------- | -- | - | - | - | - | -- | -- | --- |
| 1.   | Argentina   | 8  | 4 | 4 | 0 | 0 | 55 | 5  | +50 |
| 2.   | Brasile     | 6  | 4 | 3 | 0 | 1 | 26 | 12 | +14 |
| 3.   | Colombia    | 4  | 4 | 2 | 0 | 2 | 16 | 18 | -2  |
| 4.   | Stati Uniti | 2  | 4 | 1 | 0 | 3 | 12 | 15 | -3  |
| 5.   | Canada      | 0  | 4 | 0 | 0 | 4 | 4  | 61 | -57 |

### Risultati
| Mar del Plata 22 marzo 1995 | Argentina | 5 – 0 | Stati Uniti |  |

| Mar del Plata 22 marzo 1995 | Canada | 1 – 8 | Colombia |  |

| Mar del Plata 23 marzo 1995 | Argentina | 30 – 0 | Canada |  |

| Mar del Plata 23 marzo 1995 | Argentina | 12 – 3 | Colombia |  |

| Mar del Plata 23 marzo 1995 | Colombia | 4 – 2 | Stati Uniti |  |

| Mar del Plata 24 marzo 1995 | Brasile | 3 – 1 | Colombia |  |

| Mar del Plata 24 marzo 1995 | Canada | 1 – 7 | Stati Uniti |  |

| Mar del Plata 25 marzo 1995 | Argentina | 6 – 2 | Brasile |  |

| Mar del Plata 25 marzo 1995 | Brasile | 16 – 2 | Canada |  |

| Mar del Plata 25 marzo 1995 | Brasile | 5 – 3 | Stati Uniti |  |